# 康善寺
康善寺（こうぜんじ）は、福島県福島市五月町にある浄土真宗本願寺派の寺院。山号は無為山、院号は泥洹院。

## 概要
親鸞の弟子で明教和尚により開山した。長野の康楽寺の僧侶を迎え現在の「康善寺」に改名する。

## 寺紋
下がり藤（本願寺派）

## 所在地
所在地
- 福島県福島市五月町8番20号

交通
- 鉄道
  - 福島駅（JR東日本・阿武隈急行・福島交通) 徒歩で8分